# Jernbaneterrænet på Østerbro
Jernbaneterrænet på Østerbro omfatter jernbanestrækningen mellem Østerport Station og Hellerup Station. Foruden at strækningen i dag primært trafikeres af passagertog, har der tidligere også været stor aktivitet med godstog til bl.a. Nordhavnen, Frihavnen, samt Lersøen. Første del af strækningen blev anlagt som Nordbanen og åbnet i 1863.
Lige nord for Østerport Station er der et rangerområde for DSB's regionaltog, hvorfra der også har været trafik over Kalkbrænderihavnsgade til Nordhavnen. Ved Svanemøllen Station ligger Klargøringscenter Helgoland, hvor IR4-togene serviceres. Det er også ved Svanemøllen, at Hareskovbanen fletter ud til Ryparken Station.
Nord for Svanemøllen møder Ringbanen strækningen og fortsætter frem til Hellerup Station, hvor den slutter. Videre nordpå fortsætter Klampenborgbanen og Kystbanen.
| Jernbane | Spire Denne jernbaneartikel er en spire som bør udbygges. Du er velkommen til at hjælpe Wikipedia ved at udvide den. |

|  | Denne artikel kan blive bedre, hvis der indsættes geografiske koordinater Denne artikel omhandler et emne, som har en geografisk lokation. Du kan hjælpe ved at indsætte koordinater i wikidata. |